# Gnophosema leucites
Gnophosema leucites là một loài bướm đêm trong họ Geometridae.